# 塞尔丘克

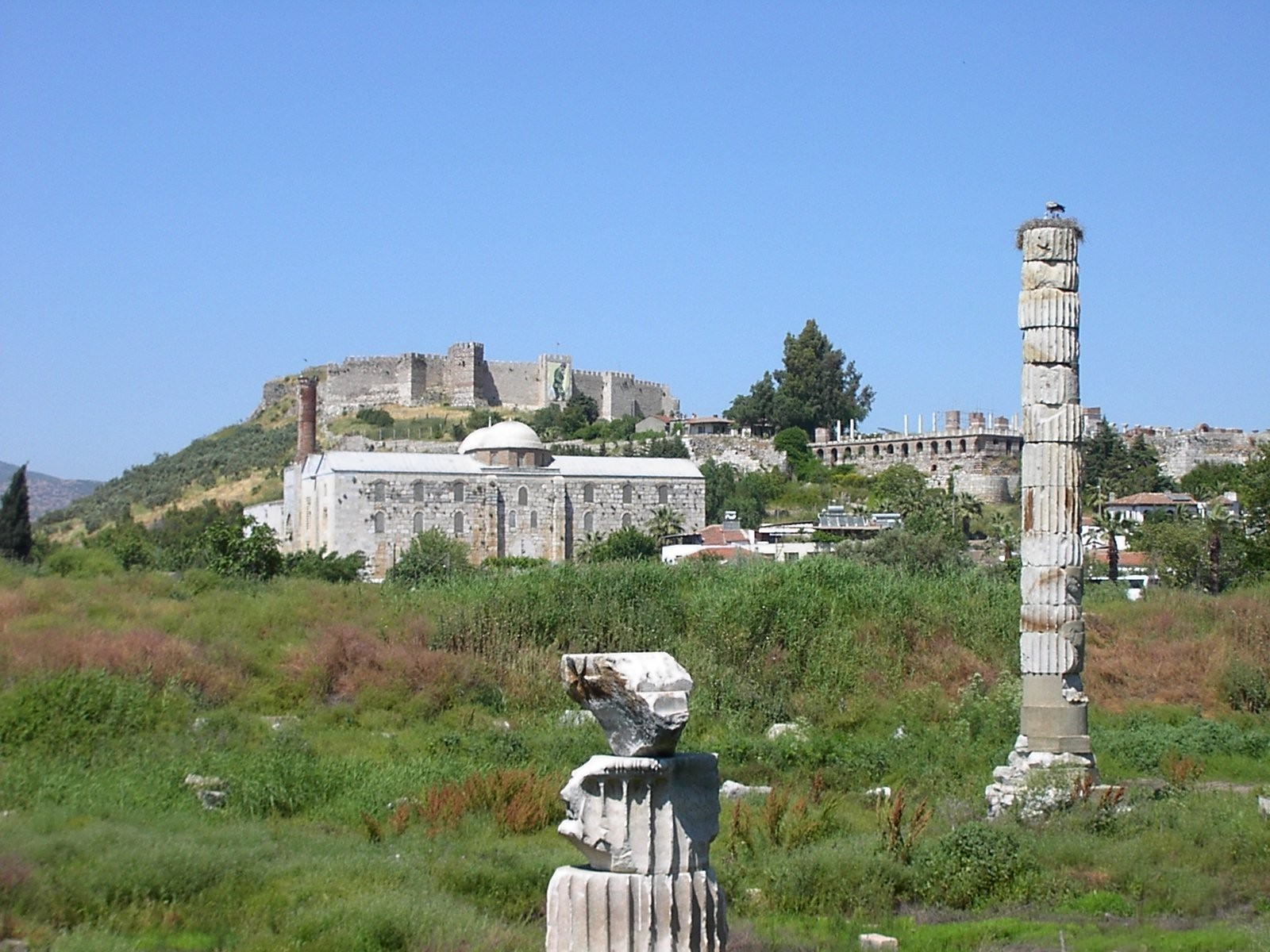
塞尔丘克历史的三个时期，由近及远: 亚底米神庙、伊萨贝伊清真寺、奥斯曼帝国城堡

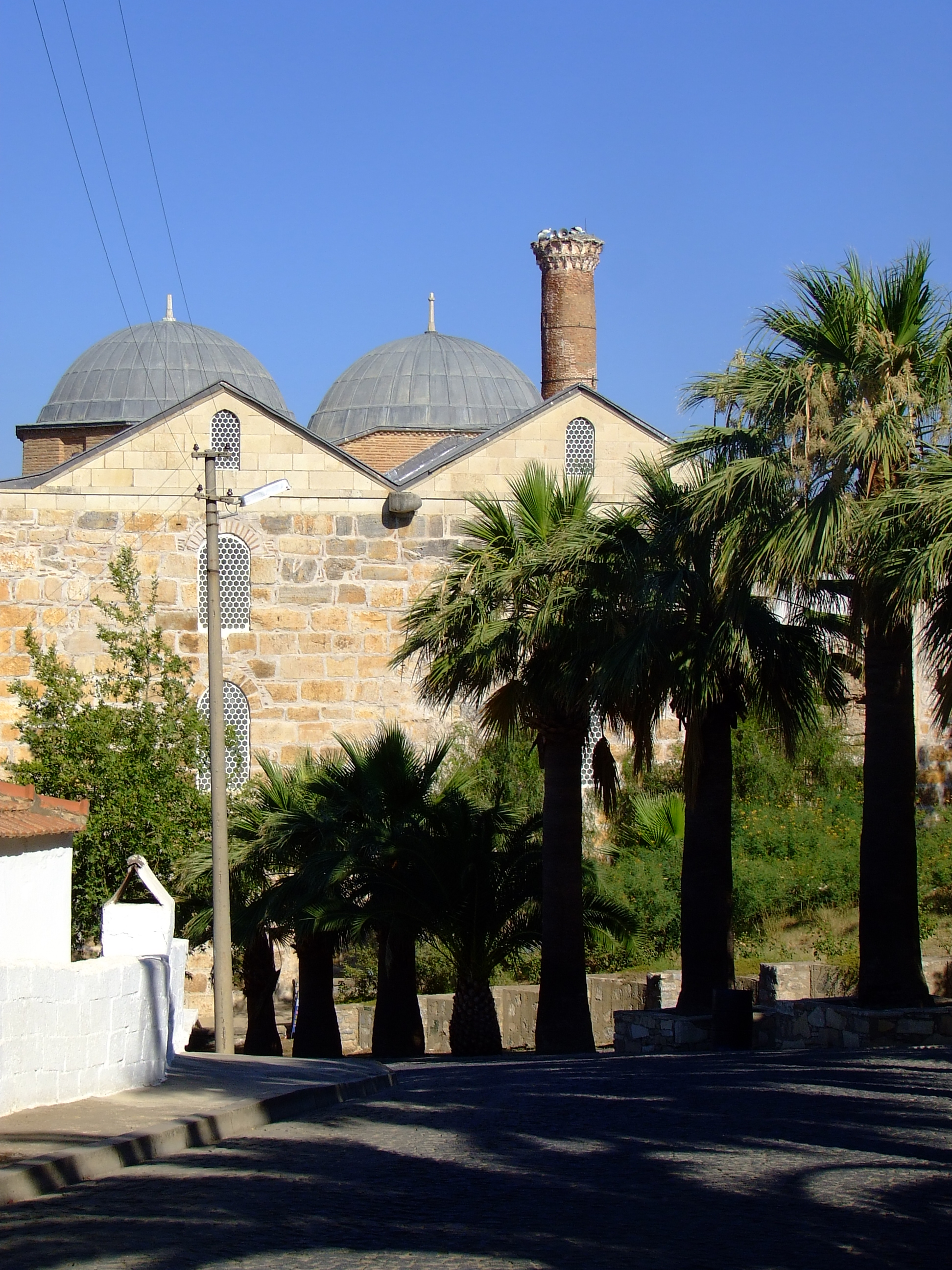
伊萨贝伊清真寺

塞尔丘克（土耳其語：Selçuk）是土耳其伊兹密尔省塞尔丘克县的县治，位於库萨达瑟东北20千米，以弗所东北5千米。它原来的名字是神学家约翰，1914年更名塞尔丘克，因为在12世纪，塞尔柱土耳其人就在该地区定居。1954年之前一直属于库萨达瑟县，1954年-1957年属于托尔巴勒县。1957年单独设县。它的邻居，北面是托尔巴勒，东北是蒂雷，东为盖尔门哲克，南面是库萨达瑟，西面是爱琴海，西北是门德斯。 
塞尔丘克是游客最多量的旅游目的地之一，以邻近古代城市以弗所、圣母玛利亚故居和塞尔柱艺术品著称。6世纪 圣若望圣殿兴建在使徒的陵墓上，就位于城内。绝大多数游客只将塞尔丘克用作以弗所的逗留站，并不访问城市本身。塞尔丘克的旧城区大致保持原状，未经开发，保留了传统的土耳其文化和地方特色。 
Ayasoluk山俯视着周边地区，山坡上有一些历史建筑，包括伊萨贝伊清真寺，由艾登王朝建于1375年，和大堡垒。
以弗所机场和土耳其航空协会的塞尔丘克培训中心距塞尔丘克仅3公里，提供飞行员跳伞和超轻型飞机训练。
一年一度的骆驼摔跤锦标赛冬季在塞尔丘克举行，靠近以弗所。

## 友好城市
- 德国 锡格堡
- 奥地利 利恩茨
- 科布列季
- 希腊 迪翁
- 北馬其頓 拉多维什